# Eleccions regionals de Trentino-Tirol del Sud de 1983
Les eleccions regionals de Trentino-Tirol del Sud de 1983 per a escollir el primer Consell Regional del Trentino-Tirol del Sud se celebraren el 20 de novembre de 1983. La participació fou del 90,9%.

## Resultats

### Total regional
| Partits                                 | vots    | %     | Escons |
| --------------------------------------- | ------- | ----- | ------ |
| Südtiroler Volkspartei                  | 170.125 | 29,6  | 22     |
| Democràcia Cristiana Italiana           | 155.180 | 26,9  | 19     |
| Partit Comunista Italià                 | 47.769  | 8,3   | 6      |
| Partit Socialista Italià                | 38.617  | 6,7   | 4      |
| Partit Republicà Italià                 | 26.027  | 4,5   | 3      |
| Moviment Social Italià-Dreta Nacional   | 25.090  | 4,4   | 3      |
| Unió Autonomista Trentino Tirolesa      | 23.741  | 4,1   | 3      |
| Autonomia Integral                      | 18.056  | 3,1   | 2      |
| Partit Socialista Democràtic Italià     | 13.400  | 2,3   | 1      |
| Llista alternativa per l'altre Südtirol | 12.942  | 2,3   | 2      |
| Democràcia Proletària                   | 9.676   | 1,7   | 1      |
| Partit Liberal Italià                   | 8.434   | 1,5   | 1      |
| Llistes Verds                           | 8.371   | 1,4   | 1      |
| Wahlverband des Heimatbundes            | 7.285   | 1,3   | 1      |
| Partei der Unabhängigen                 | 6.960   | 1,2   | 1      |
| Sozialdemokratische Partei Südtirols    | 3.853   | 0,7   | -      |
| Total                                   | 575.526 | 100,0 | 70     |

Font: Regione Trentino-Alto Adige

### Província de Trento
| Partit                                | vots    | %     | Escons |
| ------------------------------------- | ------- | ----- | ------ |
| Democràcia Cristiana Italiana         | 127.847 | 44,2  | 16     |
| Partit Comunista Italià               | 31.690  | 11,0  | 4      |
| Partit Socialista Italià              | 27.409  | 9,5   | 3      |
| Unió Autonomista Trentino Tirolesa    | 23.741  | 4,1   | 3      |
| Partit Republicà Italià               | 20.137  | 7,0   | 2      |
| Autonomia Integral                    | 17.414  | 6,2   | 2      |
| Partit Socialista Democràtic Italià   | 9.757   | 3,4   | 1      |
| Democràcia Proletària                 | 8.428   | 2,9   | 1      |
| Llistes Verds                         | 8.371   | 2,9   | 1      |
| Moviment Social Italià-Dreta Nacional | 8.261   | 2,9   | 1      |
| Partit Liberal Italià                 | 6.256   | 2,2   | 1      |
| Total                                 | 289.311 | 100,0 | 35     |

Font: Regione Trentino-Alto Adige

### Província de Bolzano
| Partits                                 | voti    | %     | seggi |
| --------------------------------------- | ------- | ----- | ----- |
| Südtiroler Volkspartei                  | 170.125 | 59,4  | 22    |
| Democràcia Cristiana Italiana           | 27.333  | 9,5   | 3     |
| Moviment Social Italià-Dreta Nacional   | 16.829  | 5,9   | 2     |
| Partit Comunista Italià                 | 16.079  | 5,6   | 2     |
| Llista alternativa per l'altre Südtirol | 12.942  | 2,3   | 2     |
| Partit Socialista Italià                | 11.208  | 3,9   | 1     |
| Wahlverband des Heimatbundes            | 7.285   | 2,6   | 1     |
| Partei der Unabhängigen                 | 6.960   | 2,4   | 1     |
| Partit Republicà Italià                 | 5.890   | 2,1   | 1     |
| altres                                  | 7.921   | 2,8   | -     |
| Total                                   | 286.215 | 100,0 | 35    |

Font: Regió Trentino-Alto Adige